# No Worries
«No Worries» es el segundo sencillo del disco debut de Simon Webbe, Sanctuary.

## Sencillo
El sencillo fue publicado el 7 de noviembre de 2005 en el Reino Unido e Irlanda, y el 8 de noviembre en Europa, Asia y Australia; el 9 de noviembre en América Latina; y en los Estados Unidos y en Canadá el sencillo fue publicado en diciembre del mismo año.
El sencillo fue todo un éxito en las listas Británicas, alcanzando el puesto #4 de nuevo, aunque permaneciendo en el Top 10 más tiempo que su predecesor sencillo, "Lay Your Hands". El sencillo fue todo un éxito en el resto del mundo, obteniendo algún Número 1, como por ejemplo, en China, Singapur, Noruega, Chile y Cataluña. En Estados Unidos y Canadá, el sencillo es el primero en publicarse allá, aunque no disfrutó de mucho éxito, sobre todo en EE. UU., llegando tan solo al #78; y en Canadá, el sencillo debutó dentro del Top 20.
El sencillo vendió más de 4 000 000 de copias en total, siendo su primer éxito en todo el mundo.

## Canciones
CD 1
1. «No Worries» [Radio Edit]
2. «Lay Your Hands» [Stargate Remix]

CD 2
1. «No Worries» [Radio Edit]
2. «Lay Your Hands» [Álbum Versión]
3. «Give A Man Hope»
4. «I Ain't You»

DVD-Single
1. «No Worries» [VideoClip]
2. The Making Off No Worries
3. «No Worries» [Remix]
4. Photo Gallery